# Neoplatymops mattogrossensis
Neplatymops mattogrossensis é uma espécie de morcego encontrada na América do Sul.  É a única espécie do gênero Neoplatymops. 
Foi descrita como espécie nova em 1942 por Carlos Octaviano da Cunha Vieira. O holótipo foi coletado ao longo do Rio Juruena ao norte do estado brasileiro de Mato Grosso . O nome da genérico é uma combinação de três palavras gregas: neo (novo), platy (achatado) e mops (morcego molossídeo). O nome específico provém de Mato Grosso, o estado no Brasil de onde se originou o holótipo.
É uma espécie pequena de morcego de cauda livre , com comprimento de antebraço de 29–30 mm e pesando 7–7,5 g. É dimórfico, sendo os machos maiores que as fêmeas. Seu crânio tem aparência achatada. Sua pelagem dorsal é marrom, enquanto a pelagem ventral é branca ou cinza. Tanto os machos quanto as fêmeas possuem glândulas sebáceas. Sua fórmula dentária é {\displaystyle {\frac {1.1.2.3}{2.1.2.3}}} totalizando 30 dentes.
É encontrada em vários países da América do Sul, incluindo Brasil, Colômbia, Guiana e Venezuela.
O morcego possivelmente possui uma estrutura social de poucos machos para muitas fêmeas. Na Venezuela, as colônias consistem em um único homem e duas a quatro mulheres. É um animal com reprodução sazonal, com as fêmeas dando à luz uma vez por ano no início da estação chuvosa. É um animal insetívoro.
A partir de 2008, é avaliada como espécie de menor preocupação pela IUCN.
1. 1 2 3 4  IUCN (19 de março de 2018). «Molossops mattogrossensis: Solari, S.: The IUCN Red List of Threatened Species 2019: e.T13640A22109057» (em inglês). doi:10.2305/iucn.uk.2019-1.rlts.t13640a22109057.en. Verifique  |doi= (ajuda). Consultado em 5 de dezembro de 2023
2. ↑  Mammal species of the world: a taxonomic and geographic reference 3. Aufl ed. Baltimore  & London: Johns Hopkins University Press. 2005
3. ↑  Vieira, C.O. da C. (1942). «Ensaio monográfico sobre os quirópteros do Brasil.». Arquivos de Zoologia. 3: 219–471
4. 1 2 3  Gardner, A. L. (2008). Mammals of South America, Volume 1: Marsupials, Xenarthrans, Shrews, and Bats. Vol. 1. University of Chicago Press. pp. 428–430. ISBN 978-0226282428. [S.l.: s.n.]
5. ↑  Eisenberg, John Frederick; Redford, Kent H. (1999). Mammals of the Neotropics. 3: The Central neotropics: Ecuador, Peru, Bolivia, Brazil. Chicago: Univ. of Chicago Pr